# Первопесьяново
Первопесья́ново (рос. Первопесьяново) — село у складі Ішимського району Тюменської області, Росія.
Населення — 267 осіб (2010, 319 у 2002).
Національний склад станом на 2002 рік:
- росіяни — 89 %